# Tetragnatha hulli
Tetragnatha hulli este o specie de păianjeni din genul Tetragnatha, familia Tetragnathidae, descrisă de Caporiacco, 1955.
Este endemică în Venezuela. Conform Catalogue of Life specia Tetragnatha hulli nu are subspecii cunoscute.